# Бетейвія (містечко, Нью-Йорк)
Бетейвія (англ. Batavia) — місто (англ. town) в США, в окрузі Дженесі штату Нью-Йорк. Населення — 6293 особи (2020).

## Демографія
Згідно з переписом 2010 року, у місті мешкало 6809 осіб у 2434 домогосподарствах у складі 1632 родин. Було 2582 помешкання
Расовий склад населення:
| - 89,0 % — білих - 6,1 % — чорних або афроамериканців - 1,6 % — азіатів - 0,5 % — корінних американців - 1,9 % — осіб інших рас |

До двох чи більше рас належало 1,0 %. Частка іспаномовних становила 3,7 % від усіх жителів.
За віковим діапазоном населення розподілялося таким чином: 17,1 % — особи молодші 18 років, 67,8 % — особи у віці 18—64 років, 15,1 % — особи у віці 65 років та старші. Медіана віку мешканця становила 41,3 року. На 100 осіб жіночої статі у місті припадало 112,0 чоловіків;  на 100 жінок у віці від 18 років та старших — 113,1 чоловіків також старших 18 років.
Середній дохід на одне домашнє господарство  становив 76 487 доларів США (медіана — 62 633), а середній дохід на одну сім'ю — 95 167 доларів (медіана — 79 156). Медіана доходів становила 46 841 долар для чоловіків та 42 397 доларів для жінок. За межею бідності перебувало 6,2 % осіб, у тому числі 14,5 % дітей у віці до 18 років та 2,7 % осіб у віці 65 років та старших.
Цивільне працевлаштоване населення становило 3629 осіб. Основні галузі зайнятості: освіта, охорона здоров'я та соціальна допомога — 23,2 %, виробництво — 11,1 %, мистецтво, розваги та відпочинок — 9,4 %, публічна адміністрація — 9,2 %.